# Mourato

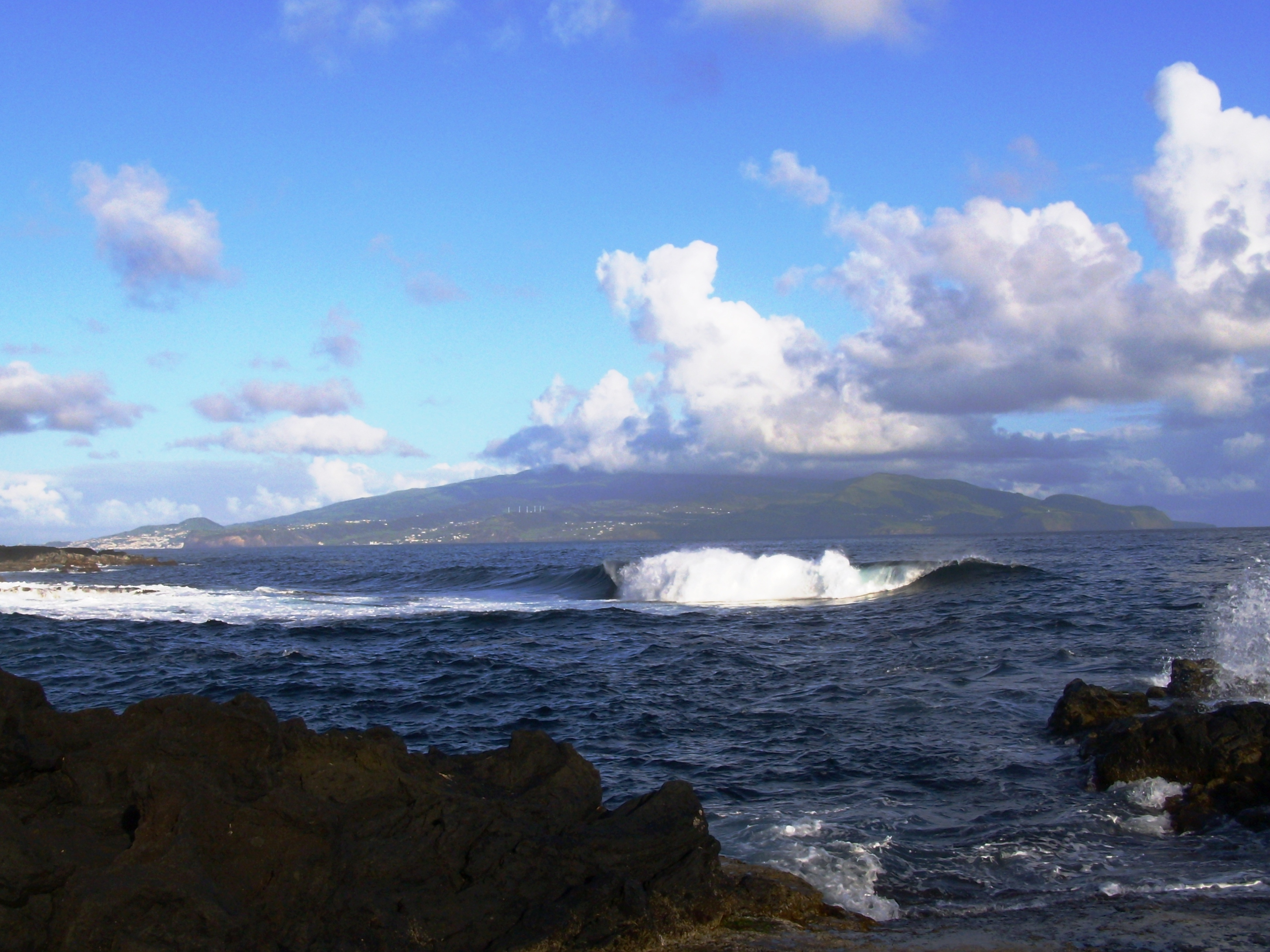
Cais do Mourato, Pico. Ao fundo a ilha do Faial.

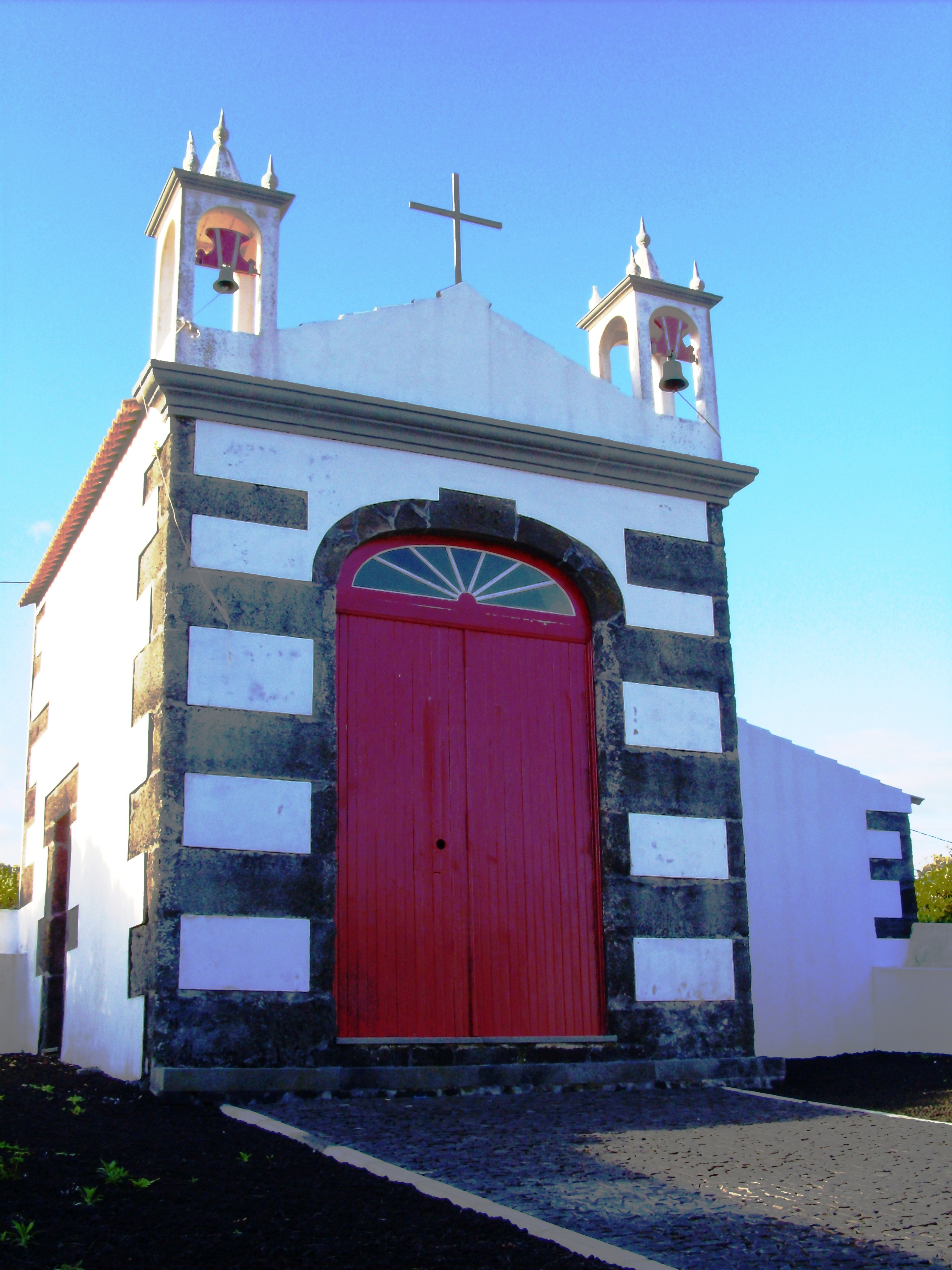
Ermida de Nossa Senhora do Desterro, Pico.

O lugar do Mourato localiza-se na freguesia das Bandeiras, concelho da Madalena do Pico, na ilha do Pico, nos Açores.
Na parte norte da ilha, possui um antigo cais de pesca, o cais do Mourato, uma zona balnear e um pequeno templo, a Ermida de Nossa Senhora do Desterro.